# Take my hand
Take my hand（テイク マイ ハンド）は、キム・ヒョンジュンの6枚目のシングル。
2018年6月6日にリリース。

## 概要
- 日本6thシングル。自身のレーベルであるHENECIAからリリースした初のシングル。
- 「初回限定盤A」「初回限定盤B」「初回限定盤C」「初回限定盤D」の4形態で発売。
- 収録されている4曲は、すべてキムヒョンジュンが作詞、作曲、編曲を手がけた。
- リリースイベント「KIM HYUN JOONG FANMEETING “Take my hand”」を舞浜アンフィシアターとオリックス劇場で開催。

## 収録曲

### 初回限定盤A
・デジパック仕様

・ブックレット6P

CD
1. Take my hand
2. Misery

DVD
1. Take my hand -Music Video-
2. Take my hand -Jacket Making-

### 初回限定盤B
・デジパック仕様

・ブックレット6P

CD
1. Take my hand
2. Misery

DVD
1. Take my hand -Music Video-
2. Take my hand -Music Video Making-

### 初回限定盤C
・通常プラケース仕様

・ブックレット8P

CD
1. Take my hand
2. Misery
3. ASTRAEA

### 初回限定盤D
・通常プラケース仕様

・ブックレット8P

CD
1. Take my hand
2. Misery
3. HAZE -Japanese version-